# Donovan Clingan
Donovan John Clingan (Bristol, 23 febbraio 2004) è un cestista statunitense, professionista nella NBA con i Portland Trail Blazers.

## Biografia
Ha origini italiane da parte di madre.

## Carriera
Al draft NBA 2024 è stato selezionato con la settima scelta assoluta dai Portland Trail Blazers.

## Statistiche
| † | Denota le stagioni in cui ha vinto il titolo |

### NCAA
| Anno       | Squadra       | PG | PT | MP   | TC%  | 3P%  | TL%  | RP  | AP  | PRP | SP  | PP   |
| ---------- | ------------- | -- | -- | ---- | ---- | ---- | ---- | --- | --- | --- | --- | ---- |
| 2022-2023† | UConn Huskies | 39 | 0  | 13,1 | 65,5 | 0,0  | 51,7 | 5,6 | 0,5 | 0,4 | 1,8 | 6,9  |
| 2023-2024† | UConn Huskies | 35 | 33 | 22,5 | 63,9 | 25,0 | 58,3 | 7,4 | 1,5 | 0,5 | 2,5 | 13,0 |
| Carriera   | Carriera      | 74 | 33 | 17,6 | 64,5 | 22,2 | 55,8 | 6,4 | 1,0 | 0,5 | 2,1 | 9,8  |

### NBA

#### Regular Season
| Anno      | Squadra             | PG | PT | MP   | TC%  | 3P%  | TL%  | RP  | AP  | PRP | SP  | PP  |
| --------- | ------------------- | -- | -- | ---- | ---- | ---- | ---- | --- | --- | --- | --- | --- |
| 2024-2025 | Portland T. Blazers | 67 | 37 | 19,8 | 53,9 | 28,6 | 59,6 | 7,9 | 1,1 | 0,5 | 1,6 | 6,5 |
| Carriera  | Carriera            | 67 | 37 | 19,8 | 53,9 | 28,6 | 59,6 | 7,9 | 1,1 | 0,5 | 1,6 | 6,5 |

## Palmarès
- Campionato NCAA Division I: 2

UConn Huskies: 2023, 2024
- NBA All-Rookie Second Team (2025)